# 高志村 (徳島県)
高志村（たかしそん）は、徳島県の名西郡にあった村である。1955年3月31日、合併して板野郡上板町となり消滅した。

## 歴史
- 1889年10月1日 - 町村制施行に伴い、名西郡高瀬村、佐藤須加村、下六条村、上六条村、瀬部村、高磯村、第十新田が合併し、高志村が成立。
- 1955年3月31日 - 板野郡松島町、大山村と合併して上板町となり消滅。